# شهرک صنعتی سرامیکی مرند
شهرک صنعتی سرامیکی مرند یکی از شهرک‌های صنعتی استان آذربایجان شرقی است که در ۷ کیلومتری شهر مرند واقع شده‌است.